# 73827 Nakanohoshinokai
73827 Nakanohoshinokai è un asteroide della fascia principale. Scoperto nel 1996, presenta un'orbita caratterizzata da un semiasse maggiore pari a 2,6631802 UA e da un'eccentricità di 0,1352330, inclinata di 3,17901° rispetto all'eclittica.
L'asteroide è dedicato all'omonimo circolo di astrofili di Nakano in Giappone.